# Міхрнісо Нурматова
Міхрнісо Нурматова (кирг. Михрнисо Нурматова; нар. 1 червня 1990) — киргизька борчиня вільного стилю, триразова бронзова призерка чемпіонатів Азії.

## Життєпис
Боротьбою почала займатися з 2006 року. У 2007 році стала бронзовою призеркою чемпіонату Азії серед кадетів. У 2009 році завоювала срібну медаль чемпіонату Азії серед юніорів. У 2010 році стала бронзовою призеркою чемпіонату Азії серед юніорів.
Виступала за спортивне товариство «Динамо» Ош. Тренер — Анвар Абітов. Чемпіонка Киргизстану 2013 року.
У 2011 році увійшла в число найкращих спортсменів Киргизстану (рос.).

## Спортивні результати на міжнародних змаганнях

### Виступи на Чемпіонатах світу
| Змагання                        | Збірна     | Вагова категорія          | Місце |
| ------------------------------- | ---------- | ------------------------- | ----- |
| Чемпіонат світу з боротьби 2008 | Киргизстан | жіноча боротьба, до 48 кг | 17    |
| Чемпіонат світу з боротьби 2010 | Киргизстан | жіноча боротьба, до 48 кг | 24    |
| Чемпіонат світу з боротьби 2011 | Киргизстан | жіноча боротьба, до 48 кг | 32    |

### Виступи на Чемпіонатах Азії
| Змагання                       | Збірна     | Вагова категорія          | Місце  |
| ------------------------------ | ---------- | ------------------------- | ------ |
| Чемпіонат Азії з боротьби 2009 | Киргизстан | жіноча боротьба, до 48 кг | 5      |
| Чемпіонат Азії з боротьби 2010 | Киргизстан | жіноча боротьба, до 48 кг | 5      |
| Чемпіонат Азії з боротьби 2011 | Киргизстан | жіноча боротьба, до 48 кг | Бронза |
| Чемпіонат Азії з боротьби 2012 | Киргизстан | жіноча боротьба, до 48 кг | Бронза |
| Чемпіонат Азії з боротьби 2013 | Киргизстан | жіноча боротьба, до 48 кг | Бронза |

### Виступи на Азійських іграх
| Змагання           | Збірна     | Вагова категорія          | Місце |
| ------------------ | ---------- | ------------------------- | ----- |
| Азійські ігри 2010 | Киргизстан | жіноча боротьба, до 48 кг | 5     |

### Виступи на інших змаганнях
| Змагання                                                        | Збірна     | Вагова категорія          | Місце  |
| --------------------------------------------------------------- | ---------- | ------------------------- | ------ |
| Турнір Яшара Догу 2011                                          | Киргизстан | жіноча боротьба, до 48 кг | Срібло |
| Золотий Гран-прі з боротьби 2011 (Баку)                         | Киргизстан | жіноча боротьба, до 48 кг | 5      |
| Олімпійський кваліфікаційний турнір з боротьби 2012 (Астана)    | Киргизстан | жіноча боротьба, до 48 кг | Бронза |
| Олімпійський кваліфікаційний турнір з боротьби 2012 (Тайюань)   | Киргизстан | жіноча боротьба, до 48 кг | 15     |
| Олімпійський кваліфікаційний турнір з боротьби 2012 (Гельсінкі) | Киргизстан | жіноча боротьба, до 48 кг | Бронза |
| Klippan Lady Open 2013                                          | Киргизстан | жіноча боротьба, до 48 кг | Срібло |

### Виступи на змаганнях молодших вікових груп
| Змагання                                      | Збірна     | Вагова категорія          | Місце  |
| --------------------------------------------- | ---------- | ------------------------- | ------ |
| Чемпіонат Азії з боротьби серед кадетів 2007  | Киргизстан | жіноча боротьба, до 43 кг | Бронза |
| Чемпіонат Азії з боротьби серед юніорів 2008  | Киргизстан | жіноча боротьба, до 44 кг | 7      |
| Чемпіонат Азії з боротьби серед юніорів 2009  | Киргизстан | жіноча боротьба, до 44 кг | Срібло |
| Чемпіонат світу з боротьби серед юніорів 2009 | Киргизстан | жіноча боротьба, до 44 кг | 18     |
| Чемпіонат Азії з боротьби серед юніорів 2010  | Киргизстан | жіноча боротьба, до 44 кг | Бронза |